# Ford Fusion (Europa)
El Ford Fusion es la variante familiar del Ford Fiesta, quinta generación, por lo que pertenece al segmento B. Se comercializa en los mercados europeos e indio. En este diseño, la plataforma fue modificada de modo de aumentar la capacidad interior, sobre todo en el alto, así como su despeje al piso. Se recalculó el maletero, incrementándose su capacidad a 337 litros. 
Tiene cuatro motores : dos Gasolina 1.4 16V de 80 CV y 1.6 16V de 100 CV, y dos diésel 1.4 TDCI de 68 CV y 1.6 TDCI de 90 CV.
En 2005 salió a la venta con un nuevo diseño que modificó básicamente sus líneas frontales y tablero, junto al cuadro de instrumentos.
En 2012 Ford pusó a la venta el sustituto de este Fusion, el Ford B-Max
En mercados latinoamericanos, se empleó la plataforma del Fusion europeo para dar lugar al diseño de un SUV compacto al que denominaron Ford EcoSport que continúa hasta la fecha en producción. Este vehículo equipa motores 1.6L 8v Zetec Rocam de 98cv, un 2.0L 16v Durateq de 143cv y un TDCI de 1.4L de cilindrada y 68cv. Se lo dotó de transmisiones en tracción simple y en sus cuatro ruedas como también una caja automática.

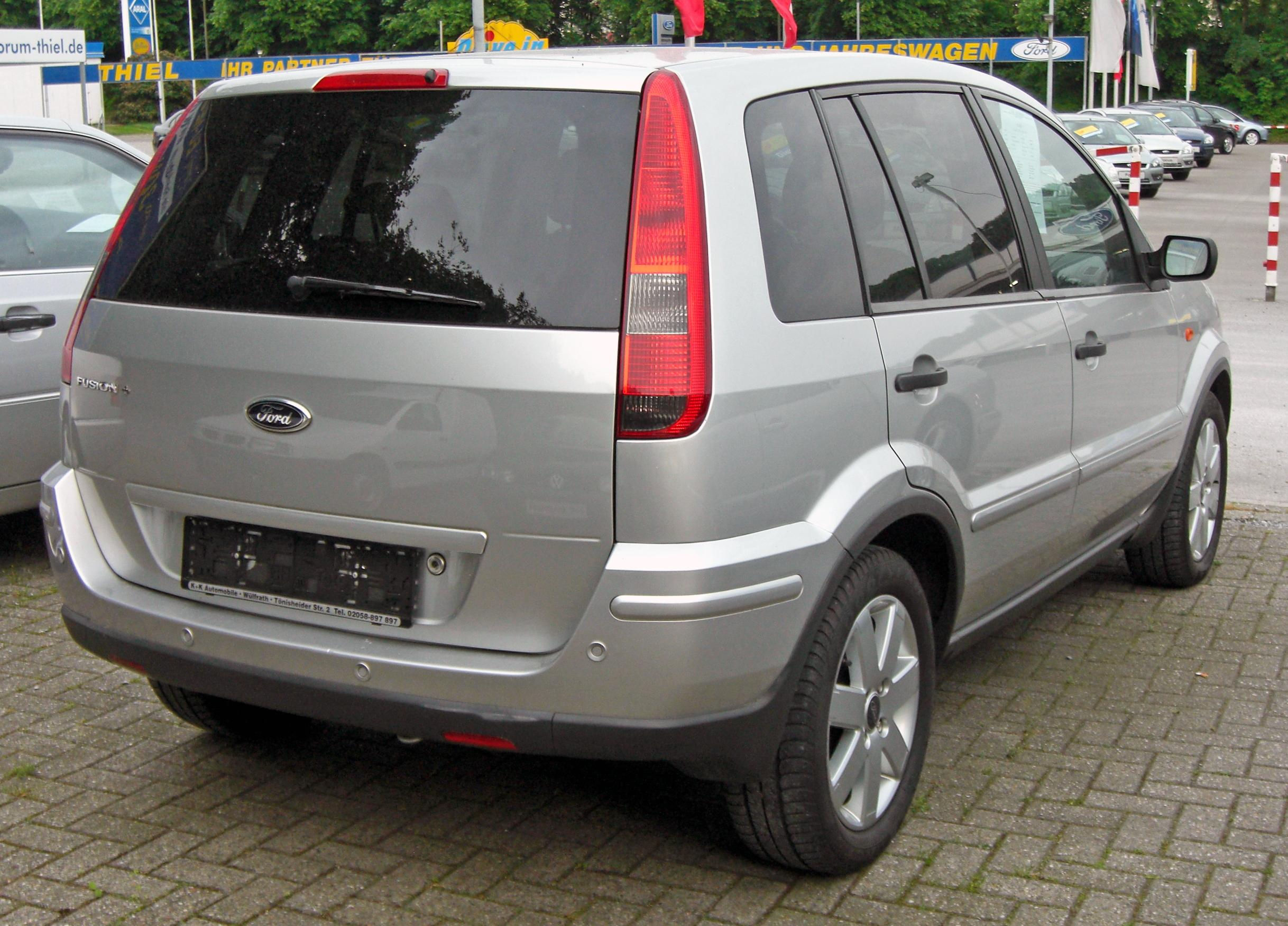
vista posterior
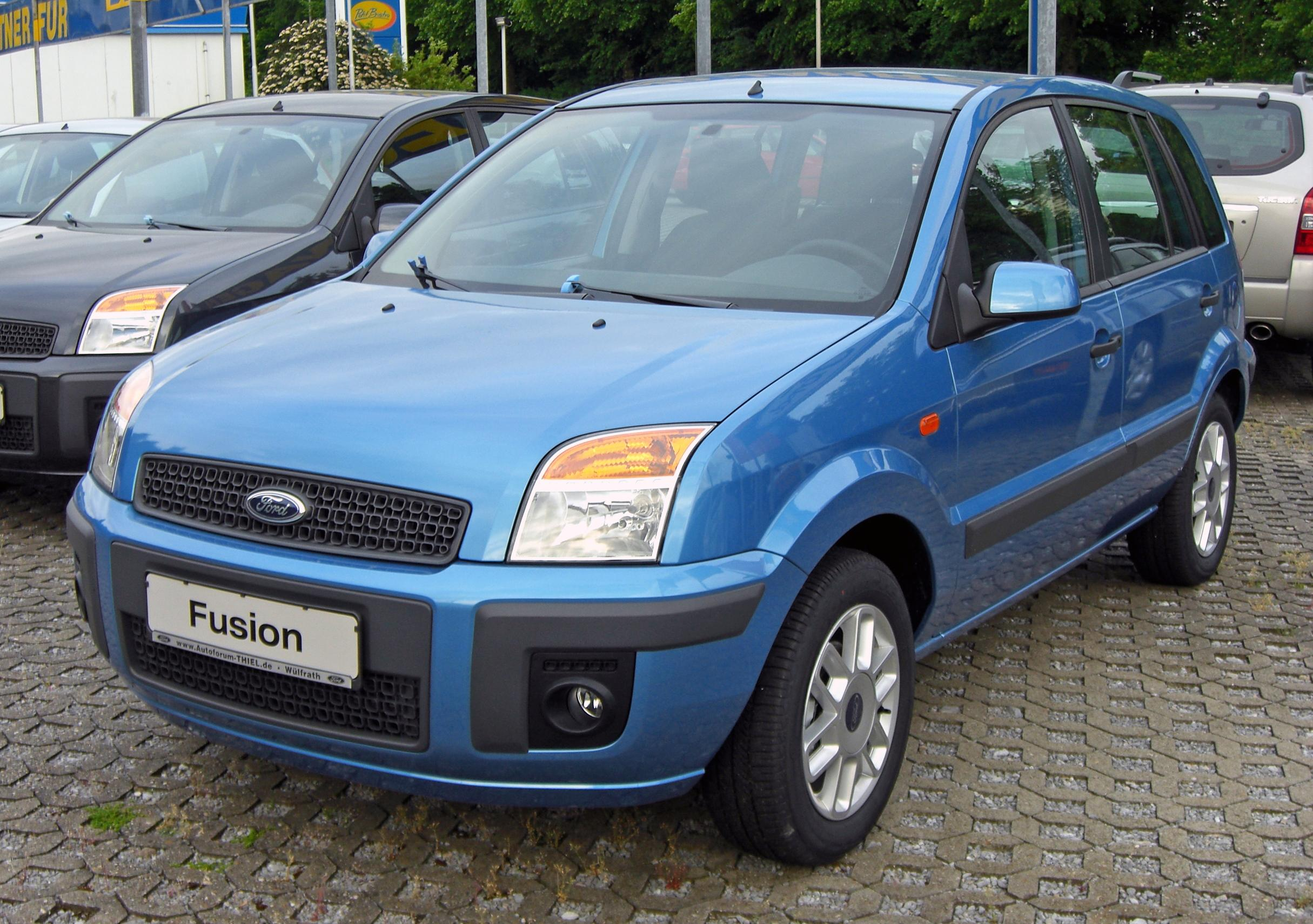
Rediseño
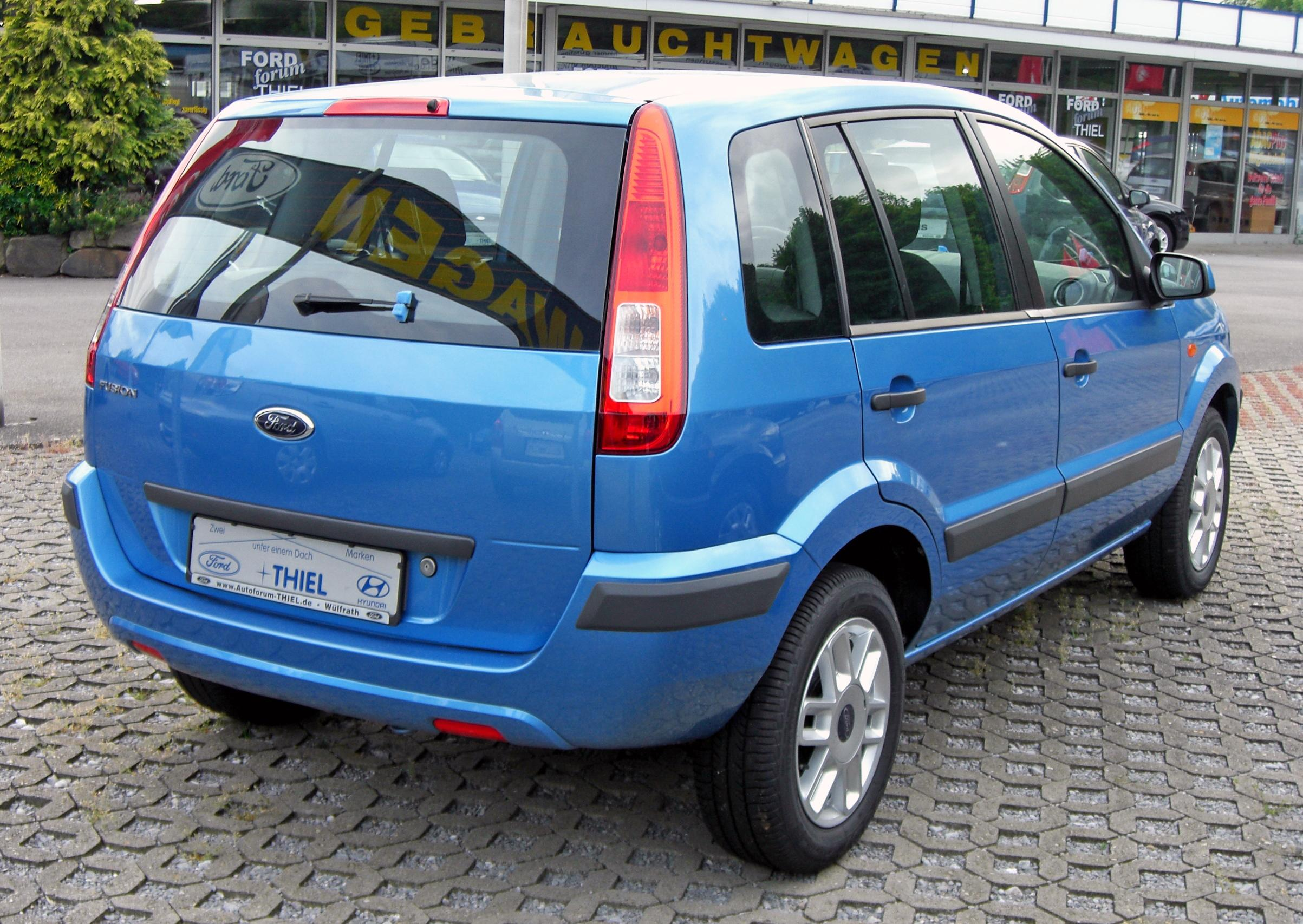
Rediseño Vista posterior
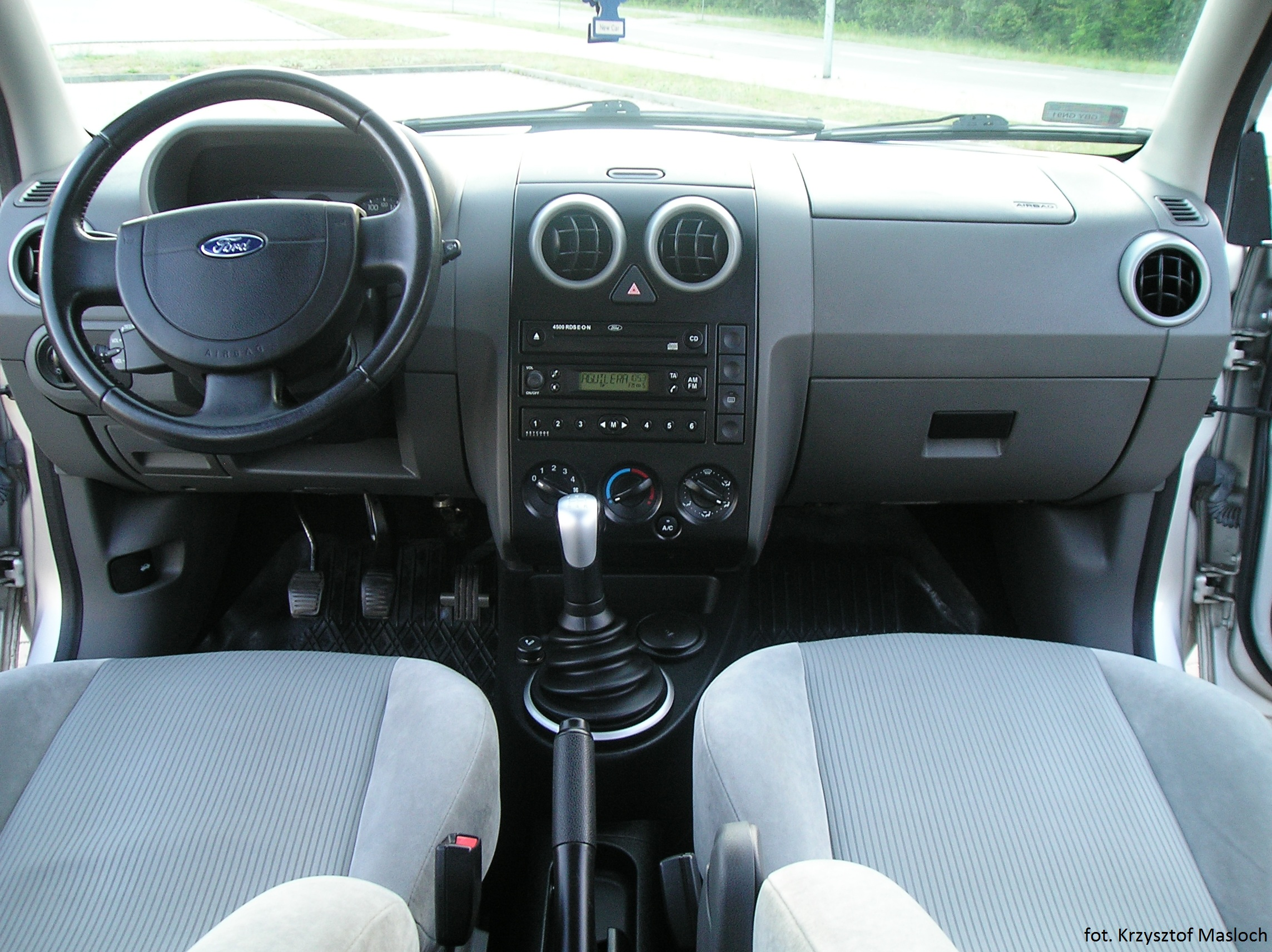
Interior